# NGC 7744
NGC 7744 (również IC 5348 lub PGC 72300) – galaktyka eliptyczna (E/SB0), znajdująca się w gwiazdozbiorze Feniksa. Odkrył ją John Herschel 5 września 1834 roku.